# Абдуллин, Анвар Абдуллинович
Анва́р Абдулли́нович Абду́ллин (тат. Әнвәр Габдулла улы Габдуллин; 23 мая [5 июня] 1917, Стародюмеево, Уфимская губерния, Российская империя — 28 октября 2002, Уфа, Республика Башкортостан, Российская Федерация) — старший сержант Рабоче-крестьянской Красной армии, участник Великой Отечественной и советско-японской войн: Герой Советского Союза (1945) и полный кавалер ордена Отечественной войны.
Командир орудия 846-го артиллерийского полка 277-й стрелковой дивизии (5-й армия, 3-й Белорусский фронт), особо отличившийся в бою 21 августа под деревней Клепы в Литве, в ходе которого его расчёт подбил два танка и сорвал наступление противника.

## Биография

### Ранние годы
Анвар Абдуллинович Абдуллин родился 5 июня 1917 года в деревне Стародюмеево Белебеевского уезда Уфимской губернии (ныне — село Дюмеево Илишевского района Башкортостана) в семье крестьянина. В семнадцатилетнем возрасте окончил Давлекановское фабрико-заводское училище. Обучался в кооперативном техникуме в Уфе. После окончания техникума работал помощником мастера на Буздякском маслозаводе.
В 1939 году был призван на службу в Рабоче-крестьянскую Красную Армию Туймазинским райвоенкоматом. Служил в Монголии в частях 57-й танковой дивизии. С июня 1941 года на фронтах Великой Отечественной войны.
Участвовал в боях на Карельском, Западном, Сталинградском, Донском и 3-м Белорусском фронтах. Также принял участие в обороне Киева, боях за Москву и Сталинград. В 1943 году вступил в КПСС. В 1944-м — 1945-м годах участвовал в Белорусской, Прибалтийской и Восточно-Прусской наступательных операциях. За время войны был четырежды ранен. Конец войны встретил в Восточной Пруссии.

### Подвиг
21 августа 1944 года в районе деревни Клепы, западнее города Каунас (Литовская ССР), старший сержант Анвар Абдуллин отличился при отражении атаки противника. Огневую позицию батареи атаковали 16 танков, 25 бронетранспортёров и до полка пехоты гитлеровцев. Открыв огонь по противнику, расчёт Абдуллина подбил головной танк, а остальные стали обходить батарею с флангов, угрожая окружением. Под сильным артиллерийским и пулемётным огнём противника Анвар Абдуллинович и его расчёт переместили орудие на более выгодную позицию в 300-х метрах от первоначальной, с которой стали вести огонь по заходящим в тыл танкам, а состав расчёта, заняв оборону, отражал атаки вражеской пехоты из личного оружия. Подбив второй танк, Анвар Абдуллин стал вести огонь прямой наводкой по пехоте противника, находящейся на расстоянии 300—500 метров. В результате боя гитлеровцы отошли на исходные позиции, потеряв два танка и до двухсот солдат и офицеров. Занимаемая батареей позиция была удержана.
Указом Президиума Верховного Совета СССР от 24 марта 1945 года старшему сержанту Анвару Абдуллиновичу Абдуллину присвоено звание Героя Советского Союза со вручением медали «Золотая Звезда» и ордена Ленина.

### Дальнейшая жизнь
В августе 1945 года во время советско-японской войны в частях армии 1-го Дальневосточного фронта, участвовал в разгроме Квантунской армии в Маньчжурии. После окончания войны в июле 1946 года вернулся в Башкирию. C 1948 по 1959 года работал по партийной линии в Буздякском и Кармаскалинском райкомах КПСС. В 1960 году Анвар Абдуллин окончил Высшую партийную школу при ЦК КПСС. В том же году работал секретарём Советского РК КПСС. С 1959 года вплоть до ухода на пенсию в 1986 году работал на Уфимском заводе резиновых технических изделий имени M. B. Фрунзе. В 1963 году был назначен начальником цеха, а в 1970 году заместителем директора, а затем работал в штабе гражданской обороны завода.
Анвар Абдуллинович Абдуллин скончался 28 октября 2002 года, похоронен в Уфе на Южном кладбище.

## Награды
- Герой Советского Союза (24 марта 1945)[12]:
  - Медаль «Золотая Звезда»
  - Орден Ленина
- Орден Октябрьской Революции (1971)[5]
- Орден Отечественной войны I степени (6 апреля 1985)[15]
- Орден Отечественной войны II степени (24 марта 1945)[16]
- Орден Красной Звезды (8 апреля 1944)[4]
- Медали СССР:
  - Медаль «За отвагу» (10 февраля 1943)[3]
  - Медаль «За оборону Сталинграда» (14 июля 1943)[10]
- Почётная грамота Республики Башкортостан (13 июня 1997)[17]

## Память
В Уфе на доме № 23 на бульваре Ибрагимова, где жил Анвар Абдуллинович, установлена мемориальная доска. В 1997 году в селе Дюмеево на улице Советской, где находился его отчий дом, был установлен памятный знак: «На этой улице находился дом, в котором родился и вырос Герой Советского Союза Абдуллин Анвар Абдуллинович».
14 июля 2007 года в селе Верхнеяркеево была торжественно открыта мемориальная доска. Также в честь героя была названа улица. 14 сентября 2015 года в родном селе Анвара Абдуллина, на здании школы, в которой он учился, была установлена мемориальная доска.

## Комментарии
1. ↑  В некоторых источниках отчество приводится как «Абдули́нович»[1][2] или «Абдуле́нович»[3][4].
2. ↑  Согласно другим данным, служил в Забайкалье[8].
3. ↑  55°27′27″ с. ш. 54°18′04″ в. д.HGЯO.